# Dr. Oetker GmbH

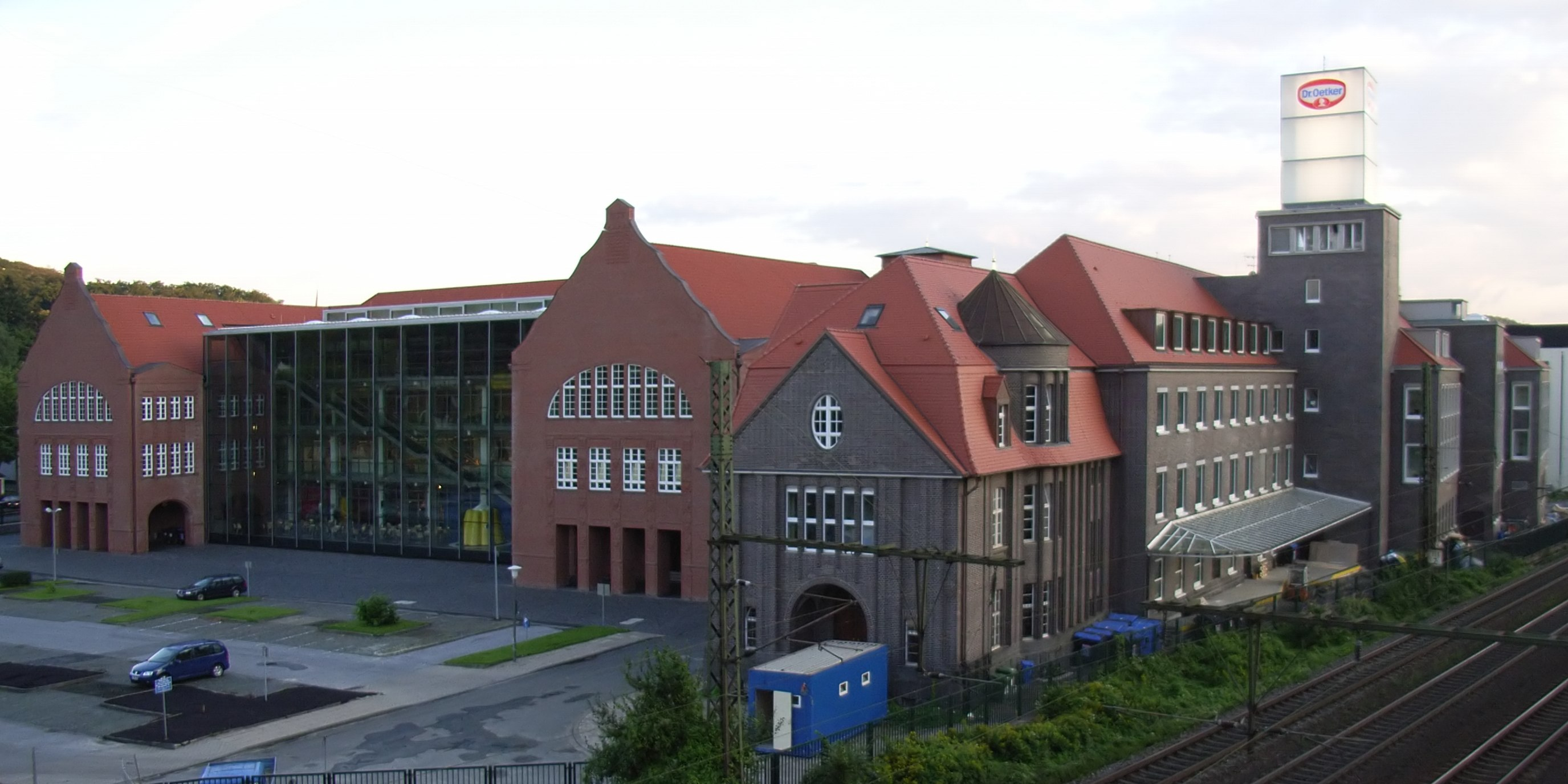
Hauptsitz in Bielefeld

Die Dr. Oetker GmbH ist ein weltweit agierendes Nahrungsmittelunternehmen mit Firmensitz in der ostwestfälischen Stadt Bielefeld.

## Unternehmen

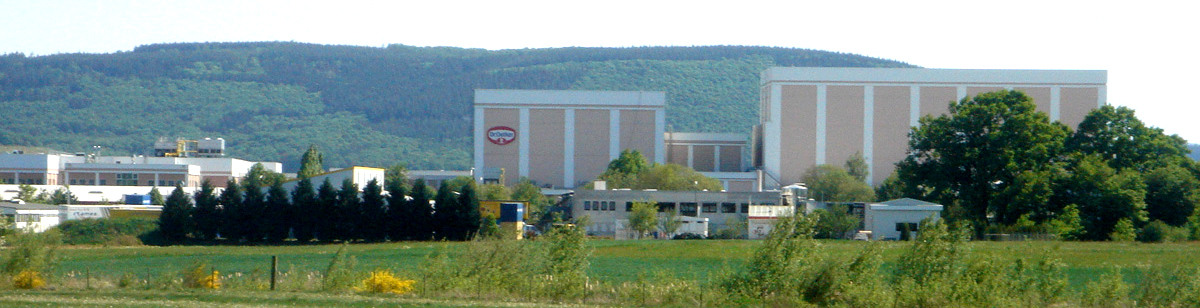
Wittlich, Werke für Tiefkühlproduktion

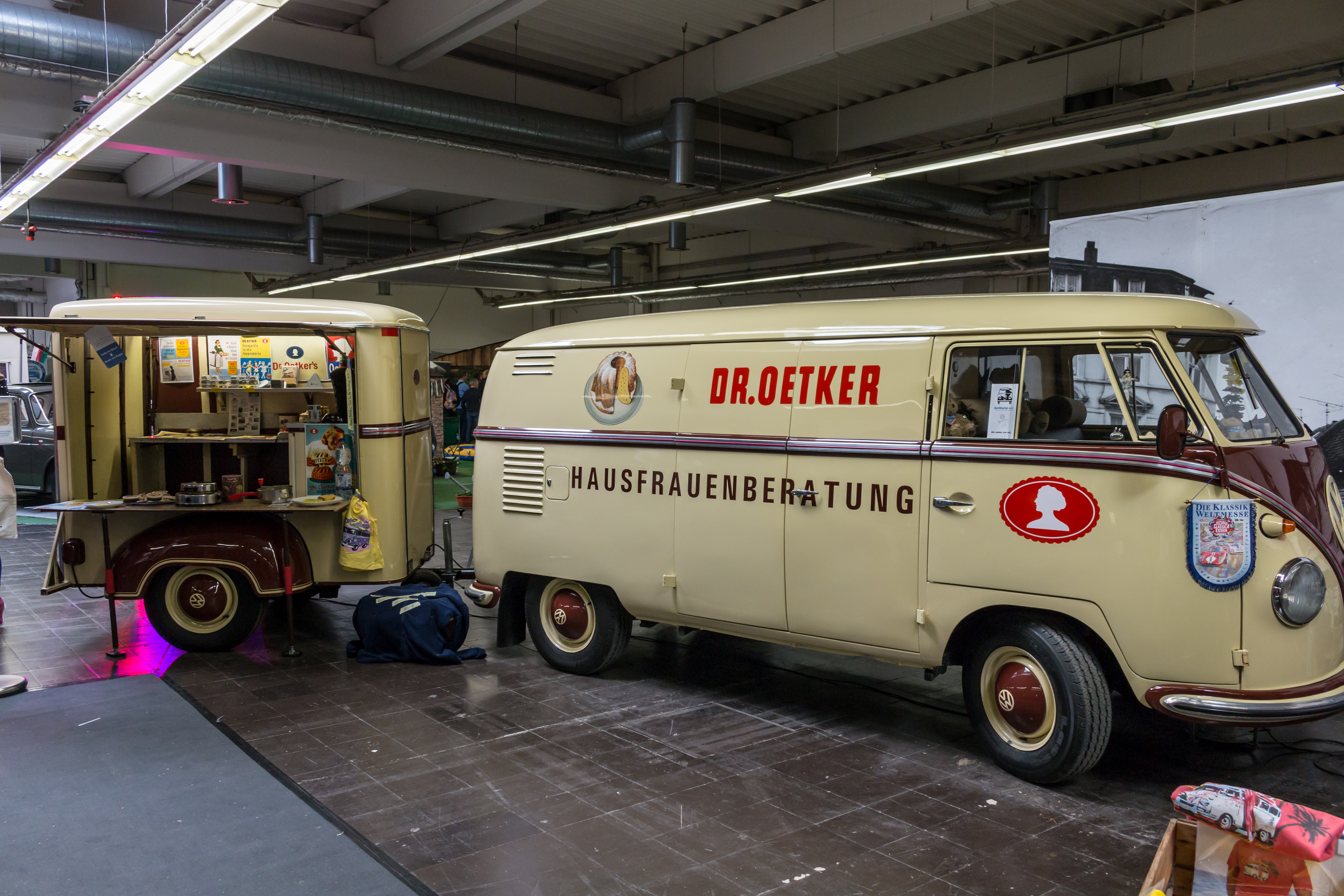
Werbemobil zur „Hausfrauenberatung“

Die Dr. Oetker GmbH bildet das Dach von zahlreichen Dr. Oetker Produktions- und Vertriebsgesellschaften der Oetker-Gruppe, die in rund 40 Ländern aktiv sind. Neben Deutschland sind die Unternehmen vor allem in West- und Osteuropa, aber auch in Nord- und Südamerika, Afrika, Asien und Australien tätig.
Insgesamt sind über 11.000 Mitarbeiter bei Dr. Oetker beschäftigt – rund 4.500 davon an insgesamt sechs deutschen Standorten, die zur Dr. August Oetker Nahrungsmittel KG, dem deutschen Kernunternehmen, gehören. Der Umsatz der unter dem Dach der Dr. Oetker GmbH geführten Unternehmen betrug 2017 insgesamt 2,43 Milliarden Euro. Das Unternehmen ist mit rund 1000 verschiedenen Produkten im deutschen Lebensmitteleinzelhandel vertreten.

## Geschichte
Siehe Dr. August Oetker KG.

## Werke

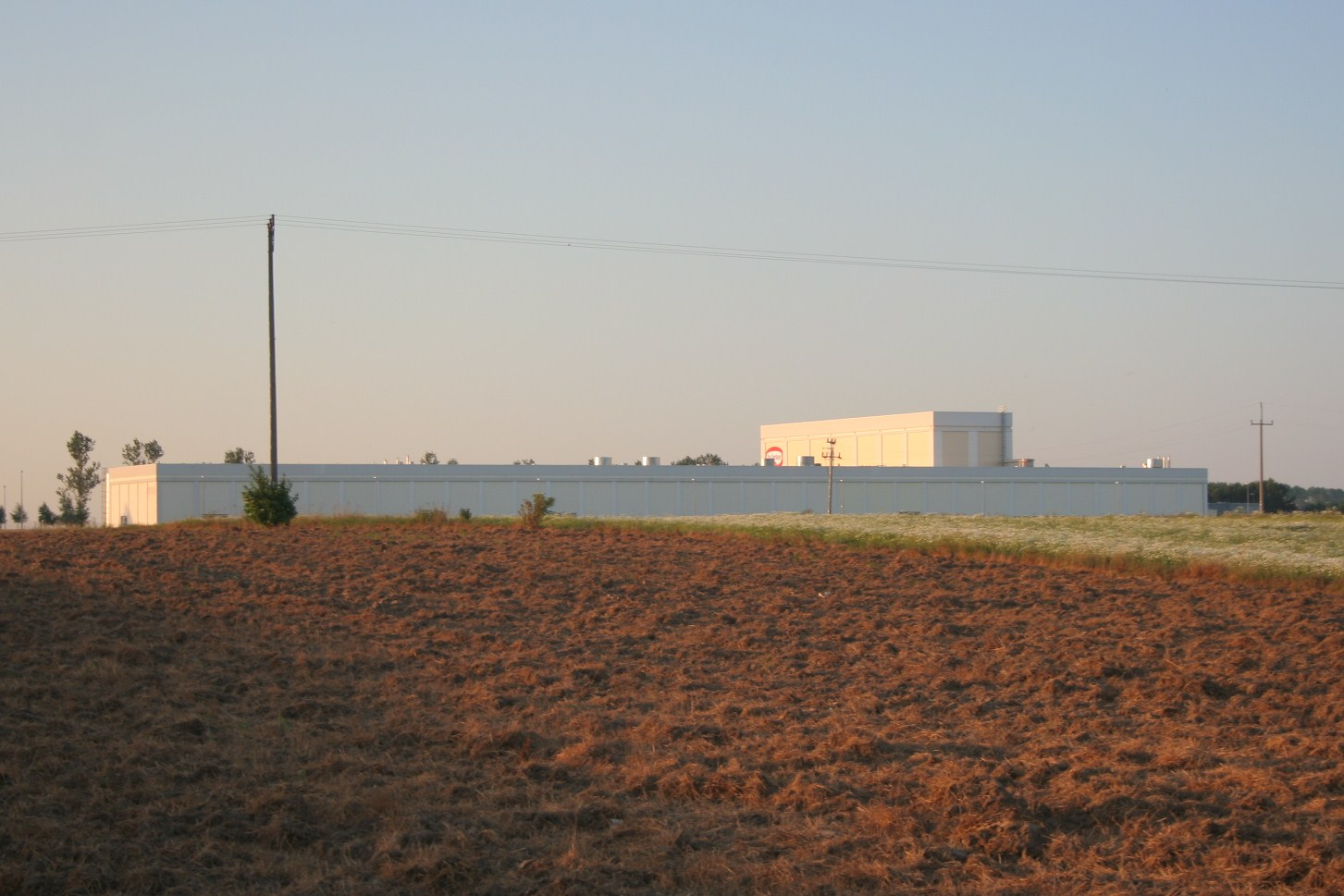
Werk im polnischen Łebcz

In Deutschland stellen sechs Werke die Produkte von Dr. Oetker sowohl für den deutschen als auch für viele internationale Märkte her. Die europäischen Produktionsstätten liegen in Frankreich, Italien, den Niederlanden, dem Vereinigten Königreich, Polen, Ungarn, Rumänien, Tschechien (bis 2025) sowie in der Slowakei und in der Türkei.
Außerhalb Europas produzieren Werke in Kanada, den Vereinigten Staaten, Mexiko, Brasilien, Tunesien, Südafrika sowie in Indien, Malaysia und in Australien.
Bis April 2022 betrieb Dr. Oetker auch ein Werk in Russland, das als Reaktion auf den russischen Überfall auf die Ukraine zusammen mit allen Anteilen an der russischen Dr. Oetker Organisation an seine bisherigen russischen Geschäftsführer verkauft wurde. Damit wurden sämtliche Aktivitäten in Russland beendet. Die neuen Eigentümer benannten das Unternehmen in „Dr. Bakers“ um und änderten das Logo nur geringfügig.
Im Werk in Wittlich produzieren 2025 täglich rund 1600 Beschäftigte etwa 1,5 Millionen Pizzen und Snacks, die in rund 50 Länder exportiert werden. Das Personal, zu dem etwa 50 Auszubildende gehören, ist jedoch nicht ausschließlich und unmittelbar in der Produktion, sondern ebenso in Bereichen wie Informationstechnik, Automatisierung, Elektrik, Lebensmitteltechnik und Verwaltung tätig. Gearbeitet wird allgemein in Früh- und Spätschicht, im Bedarfsfall auch in drei Schichten. Nachts werden die Maschinen auseinandergenommen, gereinigt und für die Produktion am nächsten Tag wieder zusammengebaut. Der Energiebedarf des Unternehmens wird zu einem großen Teil von einer eigenen Photovoltaikanlage gedeckt und die Wärme aus den Öfen wird zum Heizen genutzt.

## TV
- 2016: Deutschlands große Clans: Die Oetker Story (ZDFzeit-Dokumentation)[7]

- 2020: Der große Dr. Oetker-Report – Wie gut sind Pudding, Pizza & Co.? (ZDFzeit-Dokumentation)